# Hedia
Hedia (en árabe: حلية لوطا‎, en francés: Hilet Louta) es una localidad marroquí perteneciente al municipio de Dar el Quebdani, en la región Oriental. Desde 1912 hasta 1956 perteneció a la zona norte del Protectorado español de Marruecos.